# Domenico Gnoli
Domenico Gnoli, född den 6 november 1838, död den 12 april 1915, var en italiensk författare och poet, även verksam under pseudonymerna Giulio Orsini och Dario Gaddi.
Gnoli var chef för Biblioteca Vittorio Emanuele i Rom. Hans Vecchie e nuove odi tiberine (1896) och Fra terra ed astri (1903) rymmer hans samlade alster skapade under närmare 50 års tid, kyligt bundna men samtidigt rena och klara. Bland Gnolis litteraturhistoriska arbeten märks I poeti della scuola romana (1913) och Studi letterari (1914).